# Elżbieta Górnikowska-Zwolak
Elżbieta Górnikowska-Zwolak – polska pedagog, dr hab. nauk humanistycznych, profesor nadzwyczajny Instytutu Pedagogiki Wydziału Nauk Społecznych Uniwersytetu Śląskiego w Katowicach i Katedry Pedagogiki Górnośląskiej Wyższej Szkole Pedagogicznej im. Kardynała Augusta Hlonda w Mysłowicach.

## Życiorys
18 grudnia 1990 obroniła pracę doktorską Młodsi pracownicy naukowo-dydaktyczni w Polsce (studium aktywności reprezentantów nauk pedagogicznych zatrudnionych w uniwersytetach), 22 października 2008 habilitowała się na podstawie pracy zatytułowanej Myśl feministyczna jako nurt rozważań w pedagogice społecznej. Otrzymała nominację profesorską.
Objęła funkcję profesora nadzwyczajnego w Katedrze Pedagogiki Górnośląskiej Wyższej Szkole Pedagogicznej im. Kardynała Augusta Hlonda w Mysłowicach, oraz w Instytucie Pedagogiki na Wydziale Nauk Społecznych Uniwersytetu Śląskiego w Katowicach.